# ابن طفيل
أَبُو بَكْرْ مُحَمَّدْ بْنْ عَبْدِ اَلْمَلِكْ بْنْ مُحَمَّدْ بْنْ مُحَمَّدْ بْنْ طُفَيْلِ اَلْقَيْسِي اَلْأَنْدَلُسِيَّ المعروف بِابْنِ طُفَيْل (1100م -1185م). فيلسوف وعالم وطبيب عربي مسلم ورجل دولة
وهو من أشهر المفكرين العرب الذين خلفوا آثاراً خالدة في عدة ميادين منها: الفلسفة والأدب والرياضيات والفلك والطب وقد عرف عند الغرب باسم (باللاتينية:  Abubacer)
وكان من وزراء دولة الموحدين في وقت عظمتهم.

## اسمه ونسبه
أبو بكر محمد بن عبد الملك بن محمد بن محمد بن طفيل القيسي الأندلسي (1100م -1185م),عربي من بني قيس عيلان بن مضر، وينسب أيضاً فيقال: الأندلسي والقرطبي والإشبيلي ويكنّى بأبي جعفر. هو فيلسوف وفيزيائي وقاض أندلسي ، ولد في وادي آش، في الشمال الشرقي من غرناطة، ، ثم تعلم الطب في غرناطة وخدم حاكمها. توفي في عام 581 هـ الموافق 1185م في مدينة مراكش، ودفن هناك، واشترك السلطان أبو يوسف في تشييع جنازته.
كان ابن طفيل فيلسوفاً ومفكراً وقاضياً وطبيباً وفلكياً.

## حياته
ولد بمدينة وادي آش قرب غرناطة، وتلقّى تعليمه من قبل ابن باجة. شغل منصب معاون حاكم غرناطة، وبعد ذلك عمل كوزير وطبيب لأبي يعقوب، الخليفة الموحد، الذي أوصى به ابن رشد كخلفاً له في المستقبل في عام 1169. قام ابن رشد في وقت لاحق بالإبلاغ عن هذا الحدث ووصف كيف قام ابن طفيل بإلهامه، ومن ثم كتب تعليقاته الأرسطية الشهيرة:
استدعاني أبو بكر بن طفيل يوماً وأخبرني أنه سمع قائد المؤمنين يشكو من خلل وضع في التعبير –أو ما يبدر عن المترجمين- وما ينتج عنه من غموض في النوايا/الأهداف. قال أنه إذا أخذ شخص ما هذه الكتب فسيمكنه تلخيصها وتوضيح أهدافها بعد أن يفهمها جيداً أولاً، مما سيسهل عمليه فهمها من قبل الناس. قال لي ابن طفيل: «إذا كان لديك الطاقة، فافعل ذلك بنفسك. أنا واثق من قدرتك على ذلك لأنني أعرف التفكير الجيد الذي تملكه وإخلاصك وتفانيك في هذا المجال. أنت تدرك أن عمري الكبير -ومهاراتي المكتبية والتزامي بمهمة أخرى أعتقد أنها أكثر حيوية- يمنعونني من القيام بذلك بنفسي.» 
درس الفلسفة والطب في غرناطة. أعظم فلاسفة الأندلس ورياضيها وأطبائها. تولى منصب الوزارة ومنصب الطبيب الخاص للسلطان أبي يعقوب يوسف أمير الموحدين، وكانت له حظوة عظيمة عنده. كان معاصرا لابن رشد وصديقا له. لم يصل إلينا من كتبه سوى قصة حي بن يقظان أو (أسرار الحكمة الإشراقية) وقد ترجم إلى عدة لغات أجنبية وهي قصة تشتمل على فلسفة ابن طفيل وقد ضمنها آراءه ونظرياته، وتدور القصة حول «حي بن يقظان» الذي نشأ في جزيرة من جزر الهند تحت خط الاستواء، منعزلا عن الناس، في حضن ظبية قامت على تربيته وتأمين الغذاء له من لبنها وما زال معها، وقد تدرج في المشي وأخذ يحكي أصوات الظباء ويقلد أصوات الطيور ويهتدي إلى مثل أفعال الحيوانات بتقليد غرائزها، ويقايس بينها وبينه حتى كبر وترعرع واستطاع بالملاحظة والفكر والتأمل أن يحصل على غرائزه الإنسانية وأن يكشف مذهبا فلسفيا يوضح به سائر حقائق الطبيعة.
الأساس الفلسفي لهذه القصة هو الطريق الذي كان عليه فلاسفة المسلمين الذين نهجوا على مذهب الأفلاطونية الحديثة وقد صور ابن طفيل الإنسان، الذي هو رمز العقل، في صورة حي بن يقظان وقد رمى ابن طفيل من ورائها إلى بيان الاتفاق بين الدين والفلسفة وهو موضوع شغل أذهان فلاسفة الإسلام.
لقد كانت لابن طفيل آراء مبتكرة في علم الفلك. وقد ذكر البطروجي (ت: 581هـ) أنه أخذ عن ابن طفيل قوله في الدوائر الداخلية في حركات الأفلاك. توفي ابن طفيل في مراكش عن 87 عاما.

## حيّ بن يقظان

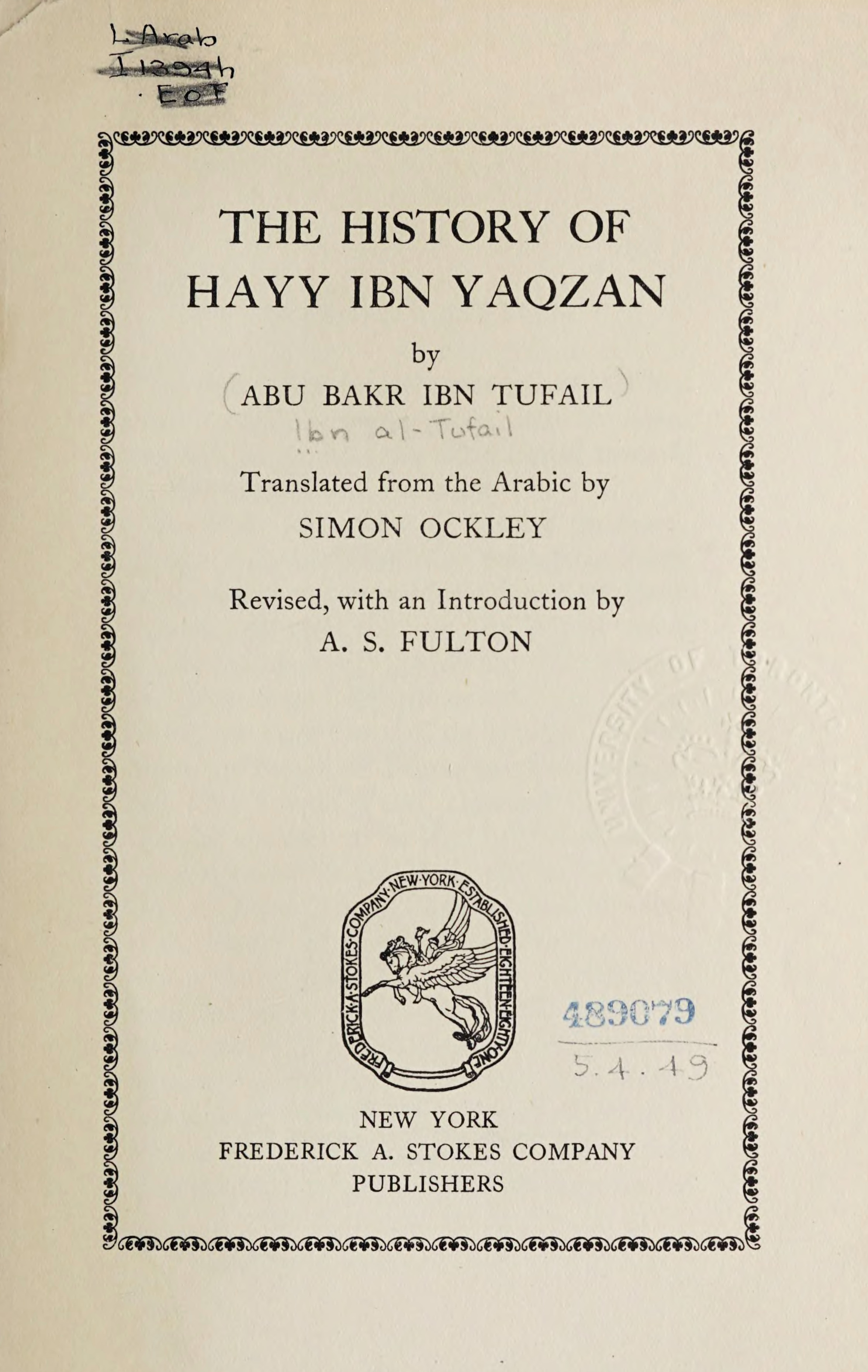
غلافة النُسخة الانجليزية من كتاب "حيّ بن يقظان" ترجمة سيمون اوكلي من عام 1708.

كان ابن طفيل مؤلف كتاب «حيّ بن يقظان»، وهي قصة رومانسية فلسفية ورواية استعارية مستوحاة من السينوية والصوفية، والتي تتناول قصة طفل ضال متعلّم ذاتياً ويربّى من قبل غزال، ويعيش الطفل وحيداً في جزيرة مهجورة بدون أي اتصال مع البشر الآخرين، ويكتشف الحقيقة المطلقة من خلال عملية منهجية للتحقيق المنطقي. في نهاية المطاف، يلتقي حيّ بالحضارة والدين عندما يلتقي بشخص اسمه أبسال قدم إلى هذه الجزيرة ليعتزل الناس ويتفكر في باطن الخلق والدين. وحين يذهبان سوياً إلى الجزيرة المجاورة المأهولة، يصطدم بالحياة وبتفكير الناس البعيد عن الدين وعن الفهم الباطني للخلق، يقرر أن بعض الزخارف الدينية كالتماثيل والاعتماد على البضائع المادية ضرورية للعامة من أجل الحياة الكريمة، ومع ذلك، فإن التماثيل والسلع المادية هي مجرد إلهاءات يجب أن يتم التخلي عنها من قبل أولئك الذين يلاحظون هذا الأمر، ثم يعود حي بن يقظان وأبسال إلى تلك الجزيرة المهجورة لينصرفا إلى تأملاتهما.
كتب ابن طفيل كتاب «حيّ بن يقظان» كرد على عمل الغزالي «عجز الفلاسفة». في القرن الثالث عشر، كتب ابن النفيس لاحقاً كتاب «الرسالة الكاملية في السيرة النبوية»، كرد على كتاب ابن طفيل «حيّ بن يقظان».
كان لكتاب حيّ بن يقظان تأثير كبير على كل من الأدب العربي والأدب الأوروبي ، واستمرت شهرته ليصبح أكثر الكتب مبيعاً في جميع أنحاء أوروبا الغربية في القرنين السابع عشر والثامن عشر. كان للعمل أيضاً تأثير كبير على كل من الفلسفة الإسلامية الكلاسيكية والفلسفة الغربية الحديثة. أصبح «أحد أهم الكتب التي بشرت بالثورة العلمية» والتنوير الأوروبي، والأفكار المعبر عنها في الرواية يمكن العثور عليها «في أشكال مختلفة ودرجات مختلفة في كتب توماس هوبز وجون لوك وإسحاق نيوتن وإيمانويل كانت».
ظهرت الترجمة اللاتينية للعمل بعنوان (Philosophus Autodidactus) لأول مرة في عام 1671، بعد أن ترجمها إدوارد بوكوك الأصغر. نشرت أول ترجمة باللغة الإنكليزية من قبل سيمون أوكلي في عام 1708. ربما تكون هذه الترجمات قد ألهمت دانييل ديفو لكتابة روبنسون كروزو، والتي تضمنت أيضاً قصة جزيرة صحراوية وكانت أول رواية تكتب باللغة الإنكليزية.
ألهمت الرواية أيضاً مفهوم الصفحة البيضاء/ اللوح الفارغ الذي تم تطويره في «مقال عن الفهم الإنساني» لجون لوك، الذي كان طالباً لبوكوك. أصبحت مقالته أحد المصادر الرئيسية للتجربة في الفلسفة الغربية الحديثة، وأثّرت على العديد من فلاسفة التنوير مثل دايفيد هيوم وجورج بيركلي. أفكار حيّ حول المادية في الرواية لها بعض أوجه التشابه مع المادية التاريخية لكارل ماركس. كما أنها تنبأت بمشكلة مولينوكس، التي اقترحها وليام مولينوكس وقدمها إلى لوك، الذي قام بدوره بإدراجها في الكتاب الثاني من «مقال عن الفهم الإنساني».
يعتبر كل من غوتفريد لايبنتس وميلشيسدك تيفنوت وجون واليس وكريستيان هوغنس وجورج كيث وروبرت باركلي وجمعية الأصدقاء الدينية وصامويل هارتليب وفولتير من بين الكتاب الأوروبيين الآخرين الذين تأثروا بكتاب حيّ بن يقظان.

## أعماله
- النص العربي لحيّ بن يقظان، من (Wikisource).
- ملف pdf للترجمة الفرنسية لحيّ بن يقظان، من (Google Books).
- الترجمة الإنكليزية لحيّ بن يقظان.
  - تحسين العقل البشري، عرض في حياة حي بن يقظان، الذي كتب باللغة العربية قبل 500 عام، من تأليف أبو جعفر بن طفيل، والذي ترجم حديثاً من اللغة العربية الأصلية من قبل سيمون أوكلي. مع التذييل الذي يتم فيه النظر بإيجاز في إمكانية تحقيق الإنسان للمعرفة الحقيقية لله، والأمور اللازمة للخلاص. لندن: طبعت وبيعت من قبل إي. باول، 1708.
  - أبو بكر بن طفيل، تاريخ حيّ بن يقظان، ترجم من اللغة العربية بواسطة سيمون أوكلي، منقّح مع مقدمة من المترجم. لندن: تشابمان آند هول، 1929.

متاح على الإنترنت (حذف المقطع التمهيدي)
- - ابن طفيل، حيّ بن يقظان، قصة فلسفية، مترجمة مع مقدمة وملاحظات لين إيفان غودمان. نيويورك: تواين، 1972.
  - رحلة الروح: قصة حي بن يقظان، كما روى أبو بكر محمد بن طفيل، ترجمة جديدة لرياض كوكاش. لندن: أوكتاغون، 1982.
  - اثنان من الفلاسفة الأندلسيين، ترجموا من العربية مع مقدمة وملاحظات لجيم كولفيل. لندن: كيغان بول، 1999.
  - الكتابات الفلسفية الإسلامية في العصور الوسطى، أ.د. محمد علي الخالدي. مطبعة جامعة كامبريدج، 2005. (إغفال القسم التمهيدي؛ حذف الخاتمة بدءاً من معرفة بطل الرواية لأبسال؛ ويتضمن §1-98 من 121 كما هو مرقّم في إصدار أوكلي فولتون).

## آثــاره
له مؤلفات في الطب، فقد ذكر لسان الدين بن الخطيب أنه ألّف كتاباً في الطب في مجلدين. وذكر ابن أبي أصيبعة أن لابن رشد كتاباً عنوانه (مراجعات ومباحث بين أبي بكر بن طفيل وبين ابن رشد في رسمه للدواء في كتابه الموسوم بالكليات). كما ذكر ابن الخطيب أن له (أرجوزة في الطب).
وله مؤلفات في الفلك، أشار ابن رشد إلى أـحدهما في شرحه الأوسط على كتاب (الآثار العلوية) لأرسطوطاليس، ويشير تلميذ ابن طفيل البطروجي إلى هذا أيضاً في مقدمة كتابه في الفلك.
أما آثاره الفلسفية فلم يبقَ منها غير كتاب واحد هو (حي بن يقظان)، وإن كان عبد الواحد المراكشي يذكر أن له رسالة في النفس رآها بخطّه، بيد أن هذه الرسالة فُقدت، ثم أن جوتييه يشكك في رواية المراكشي زاعماً أنه اختلط عليه الأمر بين رسالة حي بن يقظان وبين ما ادّعى أنه رسالة في النفس وهي في الحقيقة حي بن يقظان، لكن المراكشي ذكر حي بن يقظان فقال: ((فمن رسائله، رسالة سمّاها رسالة حي بن يقظان غرضه فيها بيان مبدأ النوع الإنساني على مذهبهم، وهي رسالة لطيفة الجرم كبيرة الفائدة في ذلك الفن)). ثم إن المراكشي ربما رأى الرسالة ((في النفس)) التي بخط المؤلف لدى ابنه الذي كان يعرفه معرفة جيدة، ولابد أن يكون ابنه يحيى هذا هو الذي دلّه على هذه الرسالة، ولا يمكن أن يخطئ الابن فلا يميزها من رسالة (حي بن يقظان).

## شعره
كان شاعرا ومن شعره الأرجوزة في الأمراض وعلاجها والقصيدة التي يحرض بها المسلمين على الجهاد في الحملة التي أعدها أبو يعقوب يوسف بن عبد المؤمن أمير الموحدين لنجدة المسلمين في الأندلس وفيها يقول:
أقيموا صدور الخيل نحو المغارب لغزو الأعادي واقتناء الرغائب
وأذكوا المذاكي العاديات على العدا فقد عرضت للحرب جرد السلاهب
فلا تقتنى الآمال إلا مـن القنا ولا تكتب العليا بغير الكتائب
ومنها:
ألا فابعثوها همـة عربية تحف بأطراف القنا والقواضب
وقوموا لنصر الدين قومة ثائر وفيئوا إلى التحقيق فيئة راغب
دعوناكم نبغي خلاص جميعكم دعاء بريئا من جميع الشوائب
بكم نصر الإسلام بدءا، فنصره عليكم، وهذا عوده جد واجب
فقوموا بما قامت أوائلكم به ولا تغفلوا إحياء تلك المواهب
وله في الغزل الصوفي قوله:
ألمت وقد نام المشيح وهوما وأسرت إلى وادي العقيق من الحمى
وجرت على ترب المحصب ذيلها فما زال ذاك الترب نهبا مقسما
ولما رأت أن لا ظلام يجنها وأن سراها فيـه لن يتكتما
نضت عذبات الريط عن حر وجهها فأبدت محيا يدهش المتوسما
فكان تجليها حجاب جمالها كشمس الضحى يعضى بها الطرف كلما
ولما التقينا بعد طول تهاجر وقد كاد حبل الود أن يتصرما
جلت عـن ثناياها وأومض بارق فلم أدر من شق الدجنة منهما
وقالت، وقد رق الحديث وأبصرت قرائن أحوال أذعن المكتما
نشدتك لا يذهب بك الشوق مذهبا يهون صعبا أو يرخص مأثما
فأمسكت لا مستغنيا عن نوالها ولكن رأيت الصبر أوفى وأكتما
(9) التجلي: الظهور. الحجاب: الغطاء. الضحى: أول النهار. يعشى بها الطرف: يضعف البصر كلما نظر إليها.